# 研究生
研究生（けんきゅうせい）とは、大学・短期大学・高等専門学校などにおいて、特定の事柄について研究する者を期間を限って受け入れるための身分のこと。正規課程の学生とは区別される。学校に限らず、劇団やアイドルグループなどでも、見習い・修業中の団員・メンバーに対してこの名称を使うことがある。

## 大学・大学院における研究生
大学の学部や、大学院の研究科の多くに研究生の制度が設けられている。入学願書や履歴書に入学金、授業料を添えて大学の許可を受けることにより、研究生としての入学、在籍が認められる。入学の際、受け入れる指導教員を決めることがほとんどである。入学金、授業料は正規課程の学生よりも安く設定され、年度途中での入学も認められることが多い。単位を取得するには、研究生でなく科目等履修生の身分が必要である。
大学の学部における研究生は、学部での専門と異なる大学院に入学を希望する場合や、大学院の入学試験や就職試験、医療系などの国家試験に失敗した場合における準備期間として考えられることが多い。いわゆる就職浪人、院浪人である。
大学院における研究生は、修士課程から博士課程に進学する際に専門分野を変更する場合や、博士課程を標準修業年限以上在学し、博士の学位取得を希望する場合に多く見られる。
また、ジャーナリスト養成とメディア・リテラシー教育を目的とする東京大学大学院情報学環教育部には、入学試験での合格が必要で所定単位修得による修了制度を備えた「特別研究生」という独自の制度がある。他にも「特別研究生」が置かれている大学等はある。

## 旧制大学院における特別研究生
上記の新制大学等における研究生制度とは異なるものとして、旧制大学院における「特別研究生」制度があった。これは文部省令 に基づく大学院特別研究生制度として、一定の基準を満たした旧制大学学部卒業者に給費（のちに貸与）を行い大学院に入学させるものであった。当該特別研究生（「特研生」）修了者は直ちに大学の講師・助教授に採用されることが多く、学部卒業後直ちに助手等（「学卒助手」「学士助手」等と呼ばれていた）に任ぜられ、一定期間後に多くが講師・助教授に採用される過程と並び、当時の出世コースとみられていた。